# Харрер, Генрих
Генрих Харрер (нем. Heinrich Harrer; 6 июля 1912, Обергоссен, рыночная коммуна Хюттенберг, Каринтия, Австро-Венгрия — 7 января 2006, Фризах, Каринтия, Австрия) — австрийский путешественник, альпинист и писатель, обершарфюрер СС. Наставник и друг детства Далай-ламы XIV. Получил широкую известность благодаря книге воспоминаний о путешествии в Тибет «Семь лет в Тибете», и одноимённому фильму 1997 года по ней, где роль Г. Харрера исполняет Брэд Питт.

## Биография

### Ранние годы
Родился 6 июля 1912 года в Обергоссене в семье почтового служащего. Посещал реальные школы в Бруке-на-Муре и Граце. В 1929 г. вступил в Академическое Спортивное общество Граца.
С 1933 по 1938 год изучал географию и занимался спортом в университете Граца. В октябре 1933 г. вступил в СА.
Харрер был отличным горнолыжником. Он был кандидатом на участие в Олимпиаде 1936 года. Однако австрийская сборная бойкотировала эти Игры. Тем не менее, он выиграл соревнования по даунхиллу во время Всемирных Студенческих Игр.
Самым выдающимся альпинистским достижением Харрера стало первопрохождение Северной стены Эйгера в 1938 году. Благодаря ему он прославился как «лучший альпинист Европы».
1 апреля 1938 года вступил в ряды СС (№ 73.896), 1 мая 1938 года стал членом НСДАП. Был спортивным инструктором СС. В том же году женился на Шарлотте (Лотте) Вегенер, дочери геолога и метеоролога Альфреда Вегенера. В декабре 1939 года у них родился сын Ральф. В 1943 году они развелись, после того как Лотта прислала пленному Генриху бланк для развода с просьбой не препятствовать её новой любви.

### Путешествие в Тибет
В 1939 году Харрер отправился в Британскую Индию в качестве члена немецкой альпинистской экспедиции по восхождению на Нанга Парбат. Альпинистам не удалось дойти до вершины, однако они проложили путь по Диамирской стене этой горы. По окончании экспедиции все её члены были взяты в плен английскими колониальными властями в связи с началом Второй мировой Войны, и отправлены в лагерь для военнопленных в Индию.
29 апреля 1944 г. Харреру и ещё троим пленным удалось сбежать. Проделав огромный путь через Гималаи, Харрер и его друг Петер Ауфшнайтер (Peter Aufschnaiter) в феврале 1946 года пришли в Лхасу. Харреру суждено было пробыть в Тибете семь лет. Он много рассказывал Далай-ламе, которому в то время было 14 лет, о западных странах, которые тогда были диковинными для тибетцев. Этот факт (как и некоторые данные о его с Ауфшнайтером участии в организации вооружённой борьбы тибетцев против китайской агрессии в Тибет 1950 г.) используется современной китайской пропагандой как «доказательство» связи тибетского руководства с нацистами, хотя сам Далай-лама позже говорил, что в то время он ничего не знал о нацистах.

### Возвращение
После захвата Тибета китайскими войсками в 1950 году Харрер вернулся в Австрию. Здесь он написал книгу «Семь лет в Тибете».
В последующие годы он принял участие в целом ряде этнографических и альпинистских экспедиций, совершил несколько первовосхождений на Аляске (например, первым покорил гору Хантер), в Африке и Океании.
В 1958 году Генрих Харрер занялся гольфом и стал чемпионом Австрии среди любителей. В возрасте восьмидесяти лет он продолжал активно заниматься горными лыжами.
Генрих Харрер умер 7 января 2006 года.

## Деятельность
Книга Харрера «Семь лет в Тибете» была переведена на 53 языка. Она была экранизирована в 1997 году, в роли Харрера снялся Брэд Питт. Всего из-под его пера вышли 23 книги.
На своей родине, в Хюттенберге, Харрер основал музей, в котором собрана богатая коллекция этнографических материалов из различных стран Азии и Африки, а также представлены фотографии и снаряжения самого Генриха Харрера.
За свои более чем 600 экспедиций Харрер неоднократно удостаивался различных наград.
Генрих Харрер и действующий Далай-лама оставались близкими друзьями всю жизнь. В 2002 году Далай-лама отметил Харрера за те усилия, которые он приложил для того, чтобы обратить внимание мировой общественности на ситуацию в Тибете.

## Цитата
Где бы я ни жил, я всегда буду скучать по Тибету. Мне часто кажется, что я и сейчас слышу крики диких гусей и журавлей и шум их крыльев, когда они пролетают над Лхасой в чистом и холодном лунном свете. Я искренне хочу, чтобы мой рассказ вызвал немного понимания людей, чьё желание жить в мире и свободными получило так мало симпатии в безразличном мире.» — Генрих Харрер, «Семь лет в Тибете».